# Douceline de Digne
Sainte Douceline, née à Digne (Alpes-de-Haute-Provence) en 1214, morte à Marseille (Bouches-du-Rhône) en 1274, est une sainte de l’Église catholique romaine.

## Biographie
Douceline naît à Digne, puis grandit à Barjols. D’une famille bourgeoise pieuse (Hugues de Digne est son frère), elle se consacre aux aumônes et au soutien des pauvres, à la suite de sa mère. Elle prend le voile de béguine en revenant d’un séjour au couvent des clarisses de Digne.
Vers 1240, une communauté de béguines joachimites (les Dames de Roubaud) se crée autour d’elle, à l’extérieur de la ville d’Hyères : les dames provençales désireuses de se consacrer à Dieu y suivent son exemple ; c'est le premier établissement de béguines en Provence. Elles font vœu de chasteté, ou de virginité, sans cependant s’imposer une règle commune, et se consacrent aux pauvres et aux malades. Douceline s’impose de plus un vœu de pauvreté, et d'obéissance. Elle s’inflige des pénitences : porter à même la chair une peau de porc, vêtement rustique qu'elle ne retirait jamais et qui finit par imprégner son corps. Quand on lui retira de force cet « habit », la peau de la mystique fut arrachée avec. Jugeant sans doute l'effort insuffisant, elle choisit aussi de porter une ceinture d'épines qui lui perçait profondément le flanc. Il est écrit que des vers étaient visibles au creux des blessures purulentes.
En dehors de ces pénitences, elle passe beaucoup de temps en prière, et entre souvent en extase. Elle meurt le 1er septembre 1274. L’évêque d’Orange prononce son panégyrique.
Elle est la sœur du franciscain (cordeliers) Hugues de Digne (ou Hugues de Barjols, mort en 1256) qui prêcha devant Louis IX en 1254 (cf. Chroniques de Joinville). Depuis 1275, la dépouille de Douceline repose dans l’église marseillaise des Franciscains, à côté de son frère. Sa grande vertu conduisit à sa béatification.
Elle est la patronne des hyérois.

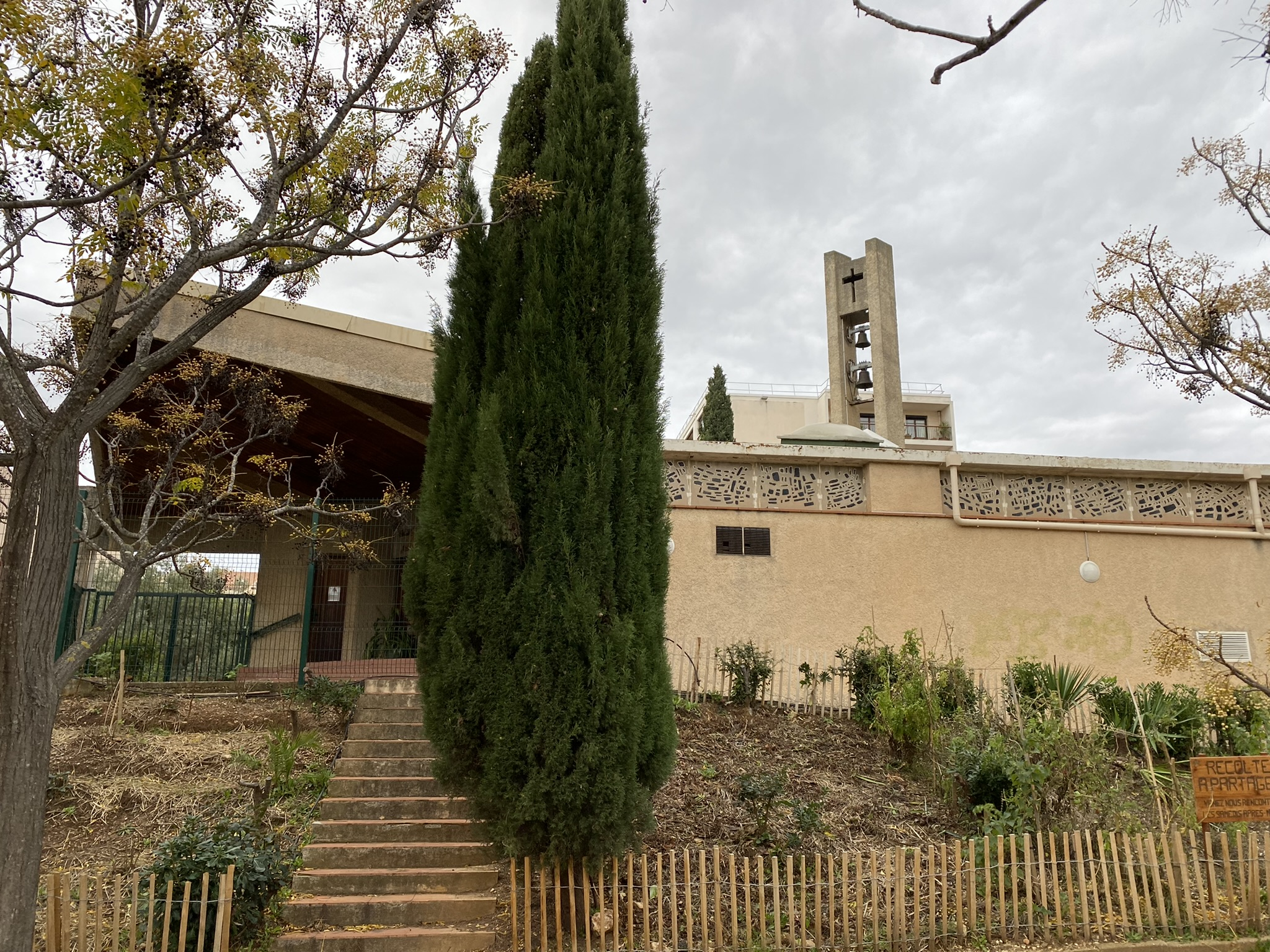
L'église Sainte-Douceline d'Hyères.

Par testament, saint Louis d’Anjou, évêque franciscain de Toulouse, mort à 23 ans à Brignoles en 1297, demande à être inhumé auprès des deux spirituels : Hugues et Douceline.
Le tombeau de sainte Douceline aurait été le siège de nombreux miracles.  
Sa vie nous est connue par un manuscrit ("La Vida de la benaurada sancta Doucelina") rédigé en occitan en 1297 par Philippine de Porcelet, une disciple du béguinage originaire d'Arles.
Il y a une église Sainte-Douceline à Hyères (ouverte le 10 mai 1970).

## Nota
Dans Le Coq et l'Arlequin (1918), Jean Cocteau écrit : « Bien sensible. (...) La musique jetait sainte Douceline dans des extases extraordinaires. Un jour, à la promenade : " Comme ce bouvreuil chante bien ! " dit-elle, et elle s'évanouit ».
Fait-il suite à ses nombreuses critiques de la musique qui lui était contemporaine, au debussysme, au wagnérisme, à la « musique dans quoi on nage » (Nietzsche), et fait l'éloge de la simplicité incarnée dans ce bouvreuil qui ravit la pieuse, sur un ton quelque peu ironique ? Ou bien veut-il montrer la sensibilité de Douceline qui préfère se munir d'inconscience face au chant disgracieux ? Il dit lui-même tôt dans son ouvrage, « le rossignol chante mal ».